# Kumbha Melā

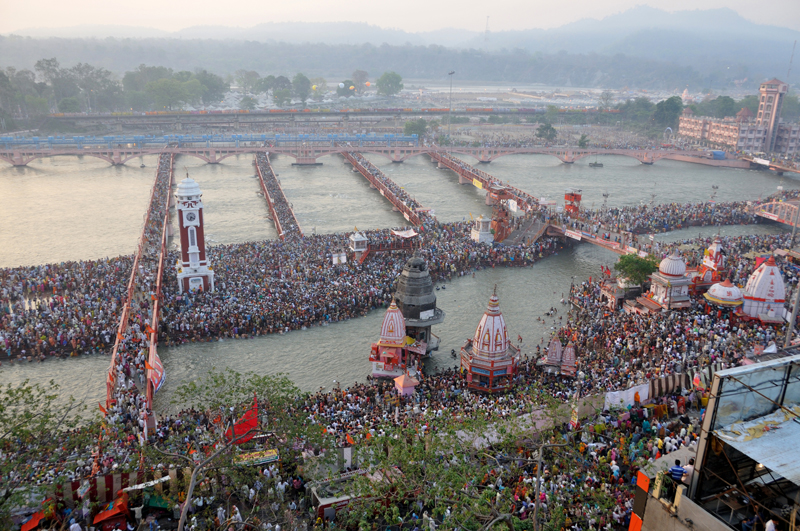
Pellegrinaggio al Ghat di Har Ki Paur presso Haridwar sul fiume Gange nel 2010

La Kumbha Melā (in hindī कुम्भ मेला) è un pellegrinaggio hindu di massa nel quale i fedeli si ritrovano per immergersi in un fiume sacro.
La Purna Kumbh Mela (Kumbh Mela "completa") si celebra in quattro luoghi principali (Prayagraj, Haridwar, Ujjain, e Nashik) ogni tre anni, a rotazione, mentre l'Ardh Kumbh Mela in due luoghi (Haridwar e Prayag) ogni sei. Nei primi 45 giorni del gennaio 2007, più di 16 milioni di Hindu parteciparono alla Ardh Kumbh Mela a Prayag.
La Maha Kumbh Mela ("Grande" Kumbh Mela) si celebra ad Prayagraj dopo 4 Purna Kumbh Mela (e di conseguenza ogni 12 anni). Alla Maha Kumbh Mela del 2001 parteciparono circa 60 milioni di persone, rendendo il rito il più grande raduno mai svolto nel mondo. Alla Maha Kumbh Mela di Allahabad (vecchio nome di Prayagraj) del 2013 hanno partecipato, secondo alcune fonti, circa 100 milioni di persone, mentre secondo altre, circa 80 milioni.

## Storia
La prima cronaca della Kumbh Mela si trova negli scritti del monaco cinese Xuánzàng che visitò l'India tra il 629 e il 645 d.C., durante il regno di re Harshavardhana. Secondo la teologia induista, l'origine della festività deriva da un episodio narrato in uno dei purana più popolari, il Bhāgavata Purāṇa.
La storia narra che i Deva avevano perso la loro forza a causa della maledizione del saggio Durväsä Muni e, volendo riconquistarla, domandarono aiuto a Brahma e Shiva. Questi ultimi suggerirono di rivolgersi a Vishnu. Questi disse loro di agitare gli oceani per ottenere l'amrita, l'acqua della vita eterna. Ciò richiedeva che i deva si accordassero con i loro acerrimi nemici, gli asura, affinché lavorassero assieme, con la promessa di condividere i benefici risultanti. Gli asura accettarono. Quando, però, l'urna (khumba) contenente l'amrita apparve, scoppiò una lotta tra le due fazioni che impazzò per dodici giorni e dodici notti, equivalenti a dodici anni umani. Si narra che durante la battaglia Vishnu volò via con l'urna di amrita perdendo alcune gocce che caddero in quattro luoghi precisi della terra: Prayagraj, Haridwar, Ujjain e Nashik .

## Il rituale

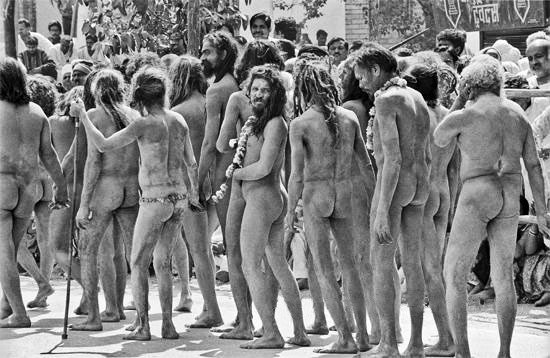
Sadhu in processione alla Kumbh Mela del 1998

L'evento di maggior rilievo durante l'intero festival è l'abluzione rituale presso le rive del fiume sacro: il Gange a Haridwar, il Godavari a Nasik, lo Shipra a Ujjain ed il Sangam ad Allahabad. Durante il festival vengono svolte numerose altre attività, tra cui: discussioni ed assemblee religiose, canti devozionali e donazione di cibo a uomini saggi, donne e poveri.
Dopo aver preso parte alla Kumbh Mela del 1895, Mark Twain scrisse:
L'ordine in cui si possono svolgere le abluzioni è prestabilito

## Luoghi e date

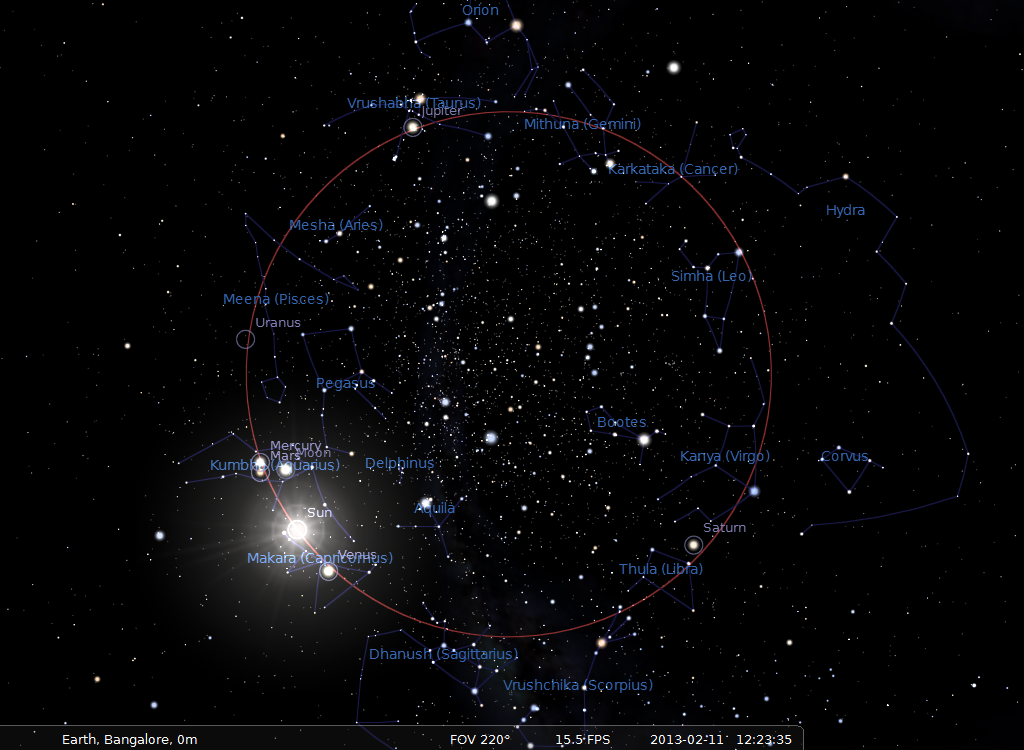
Posizione dei pianeti durante la Kumbh Mela del 2013 ad Allahabad

La Kumbh Mela viene celebrata in differenti luoghi a seconda della posizione di Giove e del sole. Quando Giove e il Sole sono nel segno del Leone si celebra a Nashik; quando il Sole è in Acquario a Haridwar; quando Giove è in Toro e il Sole in Capricorno a Prayag; quando Giove e il Sole sono in Scorpione a Ujjain. Le date della festività sono calcolate tenendo conto della posizione di Sole, Luna e Giove..
| Anno | Prayag      | Nashik | Ujjain  | Haridwar    |
| ---- | ----------- | ------ | ------- | ----------- |
| 1980 |             | Kumbh  | Kumbh   | Ardha Kumbh |
| 1984 | Ardha Kumbh |        |         |             |
| 1986 |             |        |         | Kumbh       |
| 1989 | Kumbh       |        |         |             |
| 1992 |             | Kumbh  | Kumbh   | Ardha kumbh |
| 1995 | Ardha Kumbh |        |         |             |
| 1998 |             |        |         | Kumbh       |
| 2001 | Purna Kumbh |        |         |             |
| 2003 |             | Kumbh  |         |             |
| 2004 |             |        | Sihasth | Ardha Kumbh |
| 2007 | Ardha Kumbh |        |         |             |
| 2010 |             |        |         | Kumbh       |
| 2013 | Maha Kumbh  |        |         |             |
| 2015 |             | Kumbh  |         |             |
| 2016 |             |        | Kumb    | Ardha Kumbh |
| 2019 | Ardha Kumbh |        |         |             |
| 2022 |             |        |         | Kumbh       |
| 2025 | Maha Kumbh  |        |         |             |
| 2027 |             | Kumbh  |         | Ardha Kumbh |
| 2028 |             |        | Kumbh   |             |